# 兼子真也
兼子 真也（かねこ しんや、1955年1月6日 - ）は、日本のアートディレクター、グラフィックデザイナー、造形作家。E.ART.H (アース) 代表。山形県河北町出身。血液型はO型。
兼子一は従伯父、兼子仁は再従兄。

## 略歴
- 1955年1月6日、山形県河北町に生れる。
- 1974年　山形県立山形東高等学校卒業。
- 1978年　千葉大学教育学部美術科卒業。
- 1978年　千葉県公立学校教諭。
- 1986年　NAC DESIGN デザイナー。
- 1987年　鬼工房 デザイナー。
- 1988年　文化シヤッター テンパル ディレクター。
- 1991年　富士フイルム プレゼンテック[リンク切れ] ディレクター。
- 1991年　日本ペイント カラーデザインセンター･ディレクター。
- 1995年　市進学院、数学科教材編集担当。
- 1996年　空間設計 プレゼンテーションツール制作担当。
- 1999年　制作集団『EartH』の結成に参画。
- 2000年　ヨーロッパ (イタリア、スペイン、オランダ、フランス、イギリス) 外遊。
- 2002年 『EartH』を『E.ART.H』に改称。独立し、品川区に事務所を構える。
- 2003年　タカラ（現タカラトミー）『人生ゲーム』発売35周年プロモーションに参画。
- 2004年　日本児童文学者協会の各種印刷物をデザイン。
- 2005年　日産自動車の新車企画のコンセプトづくりに参画。
- 2006年　Picsel Technologies ( 現 Picsel ) Japan HPのアートディレクション。
- 2007年　ソリマチ SPツールのアートディレクション。
- 2007年　リコー 各種カタログのグラフィックデザイン。
- 2008年　スタイルバンク東京[リンク切れ] HPのアートディレクション。
- 2009年　事務所を目黒区に移転。
- 2010年　映画『ゼブラーマン』とオカモトのタイアップ企画。
- 2010年　『平家物語の夕べ』公演カタログ・デザイン。
- 2010年　リコージャパン レンタルカタログ・デザイン。
- 2010年　正田醤油 新商品ネーミング＆ラベル・デザイン。
- 2011年　ハゴロモ カレンダーリスト・デザイン。
- 2011年　ルミカ『ケミホタル[リンク切れ]』カタログ・デザイン。
- 2012年　事務所を中央区に移転。
- 2012年　『N° CONCEPT』を開業。

## 作品リスト

### デザイン
- Aging Object Works
- 『オランウータンの森』 装丁 (監修・鈴木晃、文・鈴木南水子) 2004年 国土社 ISBN 4-337-09903-4
- ＡＤ２ V.I.計画
- 蓼科アミューズメント水族館 オーニング･デザイン
- 千葉市、あきる野市他 公園モニュメント･デザイン
- 財務省 (旧大蔵省) 造幣局 門柱デザイン
- 『地図の町 佐原』シンボルマーク[リンク切れ] デザイン
- リコーOA機器レンタルサービスカタログ[リンク切れ] デザイン
- 正田醤油『塩半分｜味十分』ネーミング＆ラベル＆広告 デザイン

### 著作(共著)
- 『右脳クイズ』 1992年 コスモ出版 ISBN 4-87683-301-X
- 『左脳クイズ』 1992年 コスモ出版 ISBN 4-87683-302-8